# Xanthia postlutea
Xanthia postlutea là một loài bướm đêm trong họ Noctuidae.